# ZIL-118

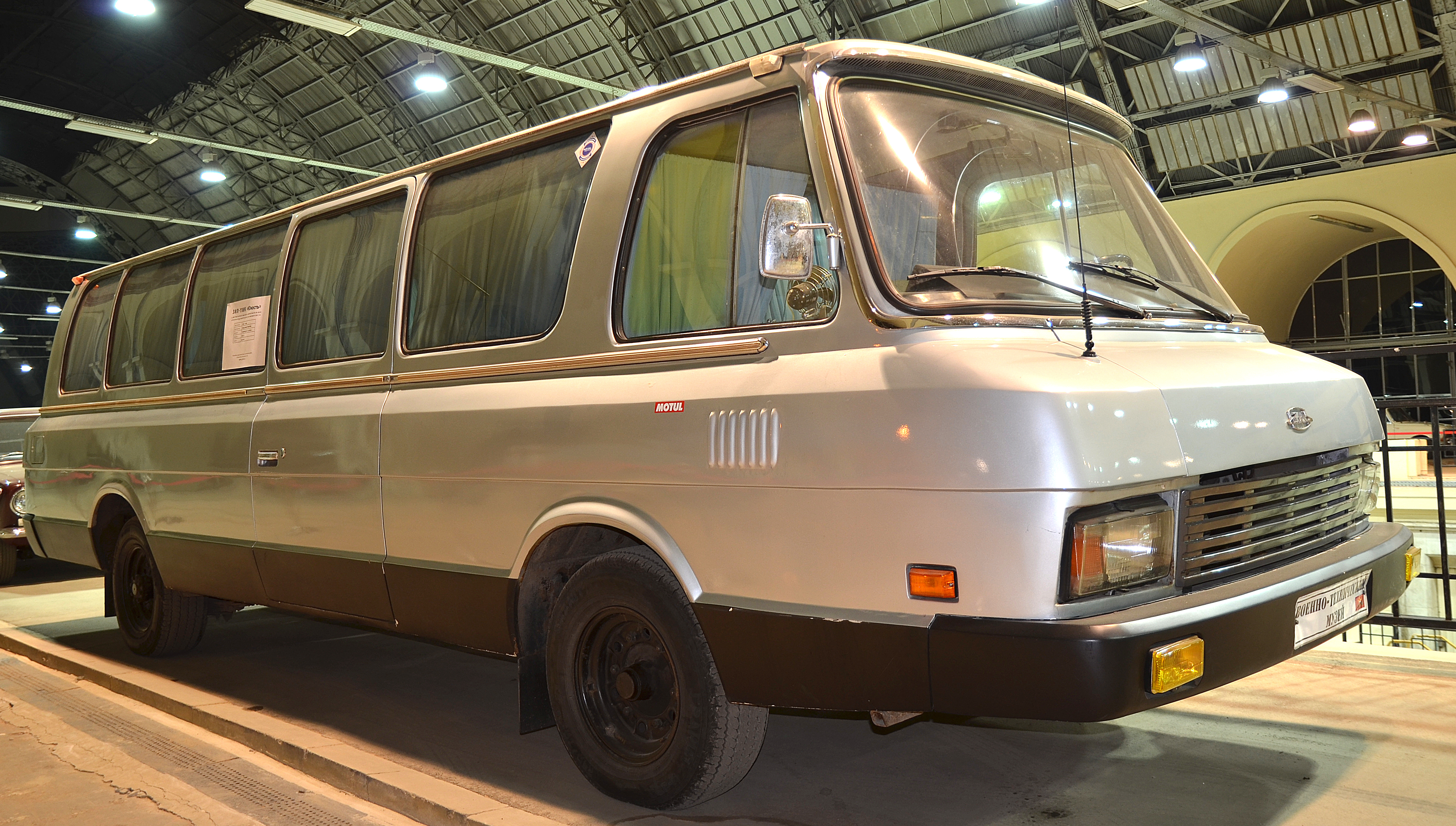
ZIL-118K in einem Museum

Der ZIL-118 „Junost“ (russisch ЗИЛ-118 „Юность“) ist ein Bus des sowjetischen Herstellers Sawod imeni Lichatschowa, kurz ZIL. Ab 1962 wurde das Fahrzeug in Kleinserie gefertigt, war luxuriös ausgestattet und wurde nur in geringer Auflage für spezielle Kunden gebaut. Das letzte Exemplar wurde 1994 hergestellt.

## Geschichtliches
1962 begann die Fertigung der Grundversion ZIL-118, welche unverändert bis 1965 gebaut wurde. In diesem Jahr gab es leichte Modifikationen am Fahrzeug, das Ergebnis wurde bis 1970 gebaut. Danach wurden die Busse als ZIL-118K bezeichnet. Zuvor war das Modell kurzzeitig als ZIL-119 verkauft worden. Um 1990 wurde ein stärkerer Motor eingebaut und die Bremsanlage von der Luxuslimousine ZIL-41047 übernommen. Auch zuvor waren schon Komponenten aus der Limousinenfertigung von ZIL übernommen worden, beispielsweise vom ZIL-114. Das letzte Fahrzeug wurde um 1994 gefertigt, wobei es in der Zwischenzeit Jahre gab, in denen gar kein ZIL-118 produziert wurde. 1995 gab es noch einmal den Versuch, die Konstruktion zu erneuern, das Unternehmen wurde jedoch ergebnislos eingestellt. Insgesamt wurde nur eine zweistellige Anzahl Fahrzeuge gebaut, wahrscheinlich 68 Exemplare. Einige davon wurden auch für andere Zwecke als zum Personentransport verwendet, so gab es ein mobiles Kriminallabor (ZIL-118KL) und auch Krankenwagen (ZIL-118KA). Abnehmer war häufig der KGB oder das sowjetische Innenministerium.
Von 1998 bis zur Insolvenz von ZIL wurde der Minibus ZIL-3250 in Serie gefertigt.

## Modellvarianten
- ZIL-118 (1962–1965)
- ZIL-118M (1965–1970)
- ZIL-119 (kurzzeitig um 1970)
- ZIL-118K (1970–1993, mit längeren Unterbrechungen)
- ZIL-3207 und ZIL-32071 – leistungsgesteigerte Variante mit 175 PS statt 150 PS (ab 1990)

## Technische Daten
Für den ZIL-118K.
- Motor: V8-Ottomotor
- Motortyp: ZIL-130 aus Lkw ZIL-130 (später ZIL-375 bzw. ZIL-509.10 aus Ural-375, Werte in Klammern)
- Leistung: 110 kW (150 PS) bei 3200 min−1 (129 kW / 175 PS mit ZIL-375)
- Hubraum: 5966 cm³ (7000 cm³)
- Bohrung: 100 mm
- Hub: 95 mm
- Verdichtung: 6,5:1, auch 7,1:1 angegeben
- Tankinhalt: 160 l
- Getriebe: Zweigang-Automatik, später Dreigang-Automatik
- Antriebsformel: (4×2)
- Höchstgeschwindigkeit: 120 km/h (140 km/h)
- Sitzplätze: 18

Abmessungen und Gewichte
- Länge: 6910 mm
- Breite: 2120 mm
- Höhe: 2035 mm
- Radstand: 3760 mm
- Bodenfreiheit: 165 mm
- Fußbodenhöhe: 550 mm
- Leergewicht: 3950 kg
- zulässiges Gesamtgewicht: 5321 kg